# Sudamericano de Rugby B 2022
El Sudamericano de Rugby B de 2022, llamado oficialmente como Tres Naciones Sudamericano fue la vigésima edición del torneo.
El torneo se disputó íntegramente en el Estadio Romelio Martínez de Barranquilla entre el 20 y 28 de agosto.

## Equipos participantes
- Brasil
- Colombia
- Paraguay

## Posiciones
| Pos. | Equipo   | Encuentros | Encuentros | Encuentros | Encuentros | Tantos  | Tantos    | Tantos     | Puntos |
| Pos. | Equipo   | jugados    | ganados    | empatados  | perdidos   | a favor | en contra | diferencia | Puntos |
| ---- | -------- | ---------- | ---------- | ---------- | ---------- | ------- | --------- | ---------- | ------ |
| 1    | Brasil   | 2          | 2          | 0          | 0          | 84      | 40        | +44        | 9      |
| 2    | Paraguay | 2          | 1          | 0          | 1          | 49      | 44        | +5         | 5      |
| 3    | Colombia | 2          | 0          | 0          | 2          | 25      | 74        | -49        | 0      |

Nota: Se otorgan 4 puntos al equipo que gane un partido, 2 al que empate y 0 al que pierda
Puntos Bonus: 1 punto por marcar 3 tries o más de diferencia que el rival (BO) y 1 al equipo que pierda por no más de 7 tantos de diferencia (BD).

## Resultados
| 20 de agosto | Colombia | 13 - 21 | Paraguay | Estadio Romelio Martínez, Barranquilla |  |

| 24 de agosto | Paraguay | 28 - 31 | Brasil | Estadio Romelio Martínez, Barranquilla |  |

| 28 de agosto | Colombia | 12 - 53 | Brasil | Estadio Romelio Martínez, Barranquilla |  |

| Bandera de Brasil |
| Campeón Brasil    |
| Séptimo título    |